# برونو موناري
برونو موناري (بالإيطالية: Bruno Munari)‏ (24 أكتوبر 1907، ميلانو - 30 سبتمبر 1998، ميلانو) فنان ومصمم إيطالي ساهم مساهمات أساسية في ميادين الفنون البصرية (الرسم والنحت والسينما والرسوم والنماذج الصناعية والرسومات والفنون البصرية) والفنون غير المرئية (الأدب والشعر) له أبحاث حول الطفولة، والألعاب والإبداع.

## روابط خارجية
- برونو موناري على موقع ديسكوغز (الإنجليزية)